# Đạo Tuyên
Đạo Tuyên (tiếng Trung: 道宣; bính âm: Dàoxuān; Wade–Giles: Tao-hsüan; 596–667) còn gọi là Nam Sơn Luật Sư (南山律師), Nam Sơn Đại Sư (南山大師). Sư từng sống dưới triều nhà Đường và được coi là Sơ Tổ của Luật Tông Trung Quốc.

## Hành trạng
Sư họ Tiền, tự là Pháp Biến, quê ở huyện Ngô Hưng, tỉnh Triết Giang, có thuyết khác nói sư là người ở Đan Đồ, Nhuận Châu, tỉnh Giang Tô. Năm 16 tuổi, sư xuất gia và tham học Phật Pháp với các vị đại sư đương thời như hòa thượng Tuệ Quân ở chùa Nhật Nghiêm, hòa thượng Trí Thủ ở chùa Đại Thiền Định và chuyên tâm tinh tấn nghiên cứu về Giới Luật.
Sau khi đạt được sự viên mãn về nghiên cứu và thực hành Giới Luật, sư đến Phỏng Chưởng Cốc (倣掌谷) thuộc núi Chung Nam và sáng lập chùa Bạch Tuyền (南山大師). Tại đây, sư tiếp tục chuyên tâm nghiên cứu thêm về Giới Luật và hoằng truyền Luật Tứ Phần. Vì đạo tràng truyền bá Giới Luật của sư hưng thịnh và nổi tiếng khắp Trung Quốc nên người tôn xưng phái của sư là Nam Sơn Luật Tông.
Ngoài ra, sư cũng từng đến nhiều nơi để truyền bá Giới Luật và cộng tác phiên dịch kinh sách từ tiếng Phạn sang tiếng Hán vói đại pháp sư Huyền Trang đương thời. Sư từng trú tại các chùa như Sùng Nghĩa Tự, Phong Đức Tự, Tịnh Nghiệp Tự.
Năm 658, sư vâng sắc chỉ đến trụ trì tại chùa Tây Minh ở Trường An và được phong cấp là Thượng tọa. Tại đây, sư viết các tác phẩm liên quan đến Luật Tông như Thích Môn Chương Phục Nghi (釋門章服儀), Thích Môn Quy Kính Nghi (釋門歸敬儀)...
Đến năm 662, niên hiệu Long Sóc, vua Đường Cao Tông ra lệnh cho tăng, ni bắt phải lễ bái, quỳ trước vua chúa, nhờ sư và pháp sư Huyền Trang nhiều lần dâng sớ khuyên ngăn nên lệnh này mới được bãi bỏ. Tháng 2 năm Càn Phong thứ 2 (667), sư mở giới đàn truyền giới tại chùa Tịnh Nghiệp và có khoảng 20 giới tử từ khắp nơi đến thụ giới. Đây là khuôn mẫu giới đàn truyền giới mẫu mực được các tùng lâm Phật giáo Đại Thừa về sau noi theo và thực hiện.
Đến tháng 10 năm 667, sư an nhiên thị tịch, hưởng thọ 72 tuổi, 52 năm tuổi hạ, vua ban hiệu là Trừng Chiếu Đại Sư. Trong suốt cuộc đời tu tập và hành đạo của mình, sư luôn tinh chuyên, mẫu mực nghiêm trì giới luật không một chút buông thả, thường tu tập Thiền quán khiến cho tâm luôn thanh tịnh sáng suốt. Sư tích cực sách tấn, khuyên dạy hàng tăng ni, cư sĩ phật tử tại gia nghiêm trì, thực hành theo giới luật của Phật và vì thế nên mọi người khắp nơi đều được đức hạnh của sư cảm hóa, quy ngưỡng theo sư.
Các tác phẩm về Luật Tông do sư sáng tác rất nổi tiếng, là căn bản cho các giới đàn, giới sư đời sau ở khắp nơi noi theo thực hành. Đây được gọi là Ngũ Bộ trọng yếu của Luật học, trong đó bộ Hành Sự Sao là bộ không thể thiếu khi nghiên cứu về giới luật.
1. Tứ Phần Luật San Phồn Bổ Khuyết Hành Sự Sao (四分律刪繁補闕行事鈔), 12 quyển.
2. Yết Ma Sớ (羯磨疏), 3 quyển.
3. Giới Bổn Sớ (戒本疏),  6 quyển.
4. Thập Tỳ Ni Nghĩa Sao (拾毘尼義鈔), 6 quyển
5. Tỳ Kheo Ni Nghĩa Sao (比丘尼義鈔), 6 quyển

Ngoài ra cũng có một số tác phẩm về Phật giáo khác của sư như: Đại Đường Nội Điển Lục (大唐內典錄) 10 quyển, Cổ Kim Phật Đạo Luận Hành (古今佛道論行) 4 quyển, Quảng Hoằng Minh Tập (廣弘明集) 30 quyển, Tục Cao Tăng Truyện (續高僧傳) 10 quyển...